# Crassula aquatica
Crassula aquatica é uma espécie de planta com flor pertencente à família Crassulaceae. 
A autoridade científica da espécie é (L.) Schönland, tendo sido publicada em Die Natürlichen Pflanzenfamilien 3(2a): 37. 1890.

## Portugal
Trata-se de uma espécie presente no território português, nomeadamente em Portugal Continental.
Em termos de naturalidade é introduzida na região atrás indicada.

## Protecção
Não se encontra protegida por legislação portuguesa ou da Comunidade Europeia.